# Владимирский, Алексей Викторович
Алексей Викторович Владимирский (8 ноября 1904 — 8 мая 1988) — советский военачальник, генерал-лейтенант (08.08.1955), один из двух генералов, награждённых четырьмя орденами Кутузова.

## Биография
Родился 8 ноября 1904 года в городе Замостье Люблинской губернии, Российской империи, ныне в Польше.

### В годыГражданской войны
16 февраля 1920 года добровольно вступил в РККА и был направлен в состав 51-го военно-полевого строительства, с которым убыл на Южный фронт. В его составе красноармейцем воевал в Донской области. В июле 1920 года участвовал в боях по ликвидации врангелевского десанта полковника Назарова, прорвавшегося из Крыма в район станиц Платовская, Мартыновка, Константиновская. После разгрома десанта часть, в которой служил Владимирский, была переброшена в Туапсе и в составе Трудовой армии вела ликвидацию бандитизма и остатка белогвардейских отрядов.
В начале 1921 года переводится на Туркестанский фронт в 78-й этапный батальон в город Ташкент. В мае убыл с ним на Бухарский фронт, где участвовал в боях с басмачами.

### В межвоенные годы
В марте 1923 года был демобилизован.
В октябре 1923 года поступил в Саратовскую пехотную школу. После её окончания был направлен в 190-й стрелковый полк 64-й стрелковой дивизии в город Смоленск, где проходил службу командиром взвода полковой школы, командиром стрелковой роты и врид начальника полковой школы.
С апреля 1931 по май 1934 года учился в Военной академии РККА им. М. В. Фрунзе, затем был назначен помощником начальника 1-го отделения штаба 58-й стрелковой дивизии УВО в городе Черкассы. С февраля 1935 года исполнял должность помощника начальника 2-го отдела (боевой подготовки) штаба округа.
В июле 1937 года переведен в город Одесса пом. начальника 1-го отдела штаба 6-го стрелкового корпуса. В октябре 1937 года уволен в запас. Работал руководителем военной кафедры в Одесском химико-технологическом институте консервной промышленности.
В мае 1939 года был восстановлен в кадрах РККА и назначен помощником начальника 1-го отдела штаба 15-го стрелкового корпуса в город Коростень. В этой должности в сентябре 1939 года участвовал в походе Красной армии в Западную Украину. Корпус действовал в направлении Сарны, Ровно, Луцк, Ковель, Любомль, Холм, Пяски; имел 3 боевых столкновения: при прорыве овладении Сарненским УРом, при ликвидации пограничного корпуса в районе Вытычно.
В ходе Советско-финляндской войны 1939—1940 гг. корпус действовал на Карельском перешейке в составе 13-й армии, наступая в направлении Валк-Ярви, озера Вуокси, Ораван-коле. За мужество и героизм в боях 7 апреля 1940 года был награждён орденом Красного Знамени.
В ходе похода Красной армии в Бессарабию 15-й стрелковый корпус действовал в направлении Ямполь, Бельцы, Фалешты, Скуляны. В ноябре 1940 года майор Владимирский был назначен начальником 1-го отделения оперативного отдела штаба 5-й армии КОВО.

### В годыВеликой Отечественной войны
С началом войны 5-я армия в составе Юго-Западного фронта участвовала в приграничном сражении с превосходящими силами противника на госгранице южнее города Брест, на реках Стырь и Случь, затем на оборонительных позициях Коростеньского УРа. В ходе Киевской оборонительной операции её войска участвовали в контрударе по прорвавшейся группировке противника (август 1941 г.). Затем вместе с армией отходил в направлении Владимир-Волынский — Луцк — Сарны — Олевск — Овруч — Чернобыль — Чернигов — Прилуки — Пирятин — Городище — Дрюковщина. С 21 по 29 сентября Владимирский находился в окружении, после выхода из которого состоял в резерве отдела кадров Брянского фронта. Участвовал в Орловско-Брянской оборонительной операции.
С конца декабря 1941 года подполковник Владимирский занимал должность заместителя начальника штаба — начальника оперативного отдела штаба 3-й армии Брянского фронта.
В марте 1942 года он назначается командиром 137-й стрелковой дивизии. 19 апреля 1942 года Владимирский в боевой обстановке утерял свою полевую сумку с боевыми документами по организации наступательной операции под Мценском. За это, а также ввиду отсутствия командного опыта в должности в июне 1942 года был отстранен от командования дивизией и назначен заместителем командира 287-й стрелковой дивизии.
В июле 1942 года вновь идет на повышение и назначается заместителем начальника штаба 3-й армии, которая участвовала в Орловской и Брянской наступательных операциях.
В мае 1944 года генерал-майор Владимирский был назначен начальником штаба 69-й армии 1-го Белорусского фронта. Её войска отличились в Белорусской, Люблин-Брестской, Варшавско-Познанской и Берлинской наступательных операциях.
Член ВКП(б) с 1945 года.
За время войны был пять раз упомянут в благодарственных приказах Верховного Главнокомандующего.

### Послевоенные годы
После войны в июле 1945 года назначается начальником штаба Бакинского ВО, однако в должность не вступил. В том же месяце был направлен в ГСОВГ начальником штаба 47-й армии, а с декабря находился в той же должности в 8-й гвардейской армии.
В сентябре 1946 года назначен старшим преподавателем кафедры оперативного искусства Высшей военной академии им. К. Е. Ворошилова.
С января 1947 года занимал должность начальника оперативного управления — заместителя начальника штаба ОдВО, а с апреля 1948 года — ЗабВО.
С февраля 1951 года исполнял должность 1-го заместителя начальника штаба — начальника оперативного управления штаба ПрикВО.
С ноября 1953 по сентябрь 1954 года находился на учёбе на ВАК при Высшей военной академии им. К. Е. Ворошилова, затем был назначен начальником штаба Юж.-УрВО.
В январе 1955 года переведен начальником штаба и членом Военного совета ПрибВО.
С мая 1960 года генерал-лейтенант Владимирский был старшим преподавателем кафедры стратегии в Высшей военной академии им. К. Е. Ворошилова.
В марте 1964 года уволен в запас.
Является автором мемуарной книги «На киевском направлении. По опыту ведения боевых действий войсками 5-й армии Юго-Западного фронта в июне—сентябре 1941 г.».
Умер 8 мая 1988 года. Похоронен на Кунцевском кладбище.

## Награды
СССР
- орден Ленина (21.02.1945[5])
- четыре ордена Красного Знамени (7.4.1940, 06.10.1943, 03.11.1944[5], 20.04.1953[5])
- три ордена Кутузова I степени (23.08.1944, 06.04.1945, 29.05.1945)
- орден Суворова II степени (03.06.1944)
- орден Кутузова II степени (27.08.1943)
- орден Отечественной войны I степени (06.04.1985)
- Медали СССР

Приказы (благодарности) Верховного Главнокомандующего в которых отмечен А. В. Владимирский.
- За овладение сильными опорными пунктами обороны немцев Варка, Груйец, Козенице, Солец, Зволень, Бялобжеги, Едлинск, Илжа, а также занятие более 1300 других населенных пунктов. 16 января 1945 года. № 221
- За овладение крупнейшим промышленным центром Польши городом Лодзь и городами Кутно, Томашув (Томашов), Гостынин и Ленчица — важными узлами коммуникаций и опорными пунктами обороны немцев. 19 января 1945 года. № 233
- За овладение городами Ландсберг, Мезеритц, Швибус и Цюллихау — крупными узлами коммуникаций и мощными опорными пунктами обороны немцев, прикрывающими подступы к Франкфурту-на-Одере. 31 января 1945 года. № 266
- За овладение городами Франкфурт-на-Одере, Вандлитц, Ораниенбург, Биркенвердер, Геннигсдорф, Панков, Фридрихсфелъде, Карлсхорст, Кепеник и прорыв в столицу Германии Берлин. 23 апреля 1945 года. № 339
- За завершение ликвидации группы немецких войск, окруженной юго-восточнее Берлина. 2 мая 1945 года. № 357

Других государств
- Командор Ордена Британской Империи Великобритания (1944)[7]
- Орден «Крест Грюнвальда» II степени ПНР, (1945)
- Медаль «За Варшаву 1939—1945» (ПНР, (1945)

## Сочинения
- Владимирский А. В. На киевском направлении. По опыту ведения боевых действий войсками 5-й армии Юго-Западного фронта в июне—сентябре 1941 г. — М.: Воениздат, 1989.